# Ѐ
È, è (en cursiva: È, è) representa una variant accentuada de la E ciríl·lica, que no representa una lletra diferent de l'alfabet ciríl·lic. S'empra regularment en macedònic per evitar l'ambigüitat que podria donar-se en alguns casos. Per exemple:
- Сè што ќе напишете може да се употреби против вас!
- Tot el que escriviu pot emprar-se contra vós!

È també pot trobar-se en texts en serbi o eslau eclesiàstic, i també en llibres russos anteriors al segle xix.